# Fire (álbum de Electric Six)
Fire es el primer álbum debut y álbum de estudio de la banda estadounidense de rock: Electric Six. Lanzado en mayo de 2003.
El álbum tuvo un éxito de forma independiente pero también se considera uno de los álbumes más infravalorados de Electric Six.
El álbum igual fue de controversia debido al tipo de lenguaje soez y obsceno que tiene el contenido de sus letras especialmente del humor negro, en especial el sencillo "Gay Bar" que se sometió a diferentes censuras en el mundo debido a su temática belicista que tiene.
Los sencillos más conocidos del álbum son "Danger! High Voltage", "Dance Commander", "Electric Demons in Love", "Naked Pictures (Of Your Mother)" y "Gay Bar" que llegó en la posición No. 2 en la lista del UK Singles Chart.

## Sonido
El sonido del álbum tiene distintos estilos como el funk rock, hard rock, dance-rock, dance-punk, indie rock, metal alternativo, rock alternativo, dance alternativo, glam punk y sobre todo el rock cómico que es el sonido más predominante del álbum.

## Lista de canciones
Todas las canciones escritas y compuestas por Tyler Spencer a excepción del sencillo "Danger! High Voltage". 
| Fire  |                                    |          |  |
| N.º   | Título                             | Duración |  |
| 1.    | «Dance Commander»                  | 02:37    |  |
| 2.    | «Electric Demons in Love»          | 03:06    |  |
| 3.    | «Naked Pictures (Of Your Mother)»  | 02:11    |  |
| 4.    | «Danger! High Voltage»             | 03:34    |  |
| 5.    | «She's White»                      | 03:16    |  |
| 6.    | «I Invented the Night»             | 03:17    |  |
| 7.    | «Improper Dancing»                 | 03:14    |  |
| 8.    | «Gay Bar»                          | 02:20    |  |
| 9.    | «Nuclear War (On the Dance Floor)» | 01:16    |  |
| 10.   | «Getting Into the Jam»             | 02:14    |  |
| 11.   | «Vengeance and Fashion»            | 02:46    |  |
| 12.   | «I'm the Bomb»                     | 04:18    |  |
| 13.   | «Synthesizer»                      | 04:00    |  |
| 38:05 |                                    |          |  |

En la edición japonesa están los siguientes sencillos:
- "Don't Be Afraid of the Robot" - 01:40
- "Remote Control (Me)" - 02:21
- "I Lost Control of My Rock & Roll" - 01:47

## Personal
Todas las letras y composiciones las realizó el líder y vocalista Tyler Spencer.
- Tyler Spencer "Dick Valentine" - vocal
- Anthony Selph "The Rock & Roll Indian" - guitarra
- Joe Frezza "Surge Joebot" - guitarra
- Steve Nawara "Disco" - bajo
- Corey Martin "M." - batería

### Personal adicional
- Jack White - vocal de apoyo (en el sencillo "Danger! High Voltage")
- Stuart Bradbury - producción
- Damien Mendis - producción
- Soulchild - arreglo
- John Smerek - ingeniería de sonido
- Jim Diamond - ingeniería de sonido
- Pieter M. Van Hattem - fotografía
- Victoria Collier - diseño

Músicos adicionales y más personal adicional en la realización del álbum:
- Aran Ruth
- Deeanne Lovan
- The Sheik
- Rachel Nagy
- Matt Ajian
- Kenny Tudrick
- Tait Nucleus
- Blacklips Hoffman
- Jeff Simmons
- Johnny Vegas-Hentch
- Frank Lloyd Bonnaventure

## Posicionamiento
| Gráficas (2003)                                        | Pico de posición |
| ------------------------------------------------------ | ---------------- |
| Reino Unido (UK Albums Chart)                          | 7                |
| Estados Unidos (Billboard Independent Albums)          | 38               |
| Estados Unidos (Billboard Top Dance/Electronic Albums) | 5                |